# Gay Games de 2018
Los Gay Games de 2018, también conocidos como Gay Games 10 o Gay Games X, fueron un evento multideportivo internacional y una reunión cultural organizados específicamente para atletas, artistas y músicos lesbianas, gays, bisexuales y transgénero (LGBT). Se llevó a cabo del 4 al 12 de agosto de 2018, en París (Francia). Aproximadamente 10 000 atletas de 91 países participaron en 36 eventos deportivos y culturales. Era la primera vez que tenían lugar en una ciudad de habla francesa. El lema era "All Equal" ("Todos iguales").
Se trataba de un evento deportivo y cultural internacional, que debía estar abierto a todos. El objetivo era luchar contra todas las formas de discriminación (orientación sexual, identidad de género, discapacidad) a través de la práctica del deporte, para mostrar la diversidad de la comunidad LGBT y de la población en general. Se esperaban 40 000 visitantes.

## Elección de la sede
El 31 de julio de 2012, la Federation of Gay Games (FGG) anunció que siete ciudades habían sido aprobadas como posibles candidatas. Los grupos eran de Ámsterdam, Países Bajos; Limerick, Irlanda; Londres, Reino Unido; Orlando, Florida, Estados Unidos; París, Francia; y un grupo que proponía albergar los Gay Games en Río de Janeiro o São Paulo, Brasil.
Al 31 de agosto de 2012, se habían recibido cartas de intención de postulación de todos los grupos excepto los de Brasil. En diciembre de 2012, la FGG anunció que habían recibido varias solicitudes de las candidaturas para añadir nuevos deportes al programa de los juegos. De estas solicitudes, la de inclusión del polo fue rechazada, mientras que se aprobaron las de tiro con arco, boxeo, esgrima, petanca, roller derby y rugby en silla de ruedas. De ellos, el boxeo, la petanca, el roller derby y el rugby en silla de ruedas se incluyeron en las candidaturas de las tres organizaciones finalistas.
Los libros de postulación se entregaron el 28 de febrero de 2013, y se realizaron preguntas y respuestas durante abril y mayo de 2013. El 31 de mayo de 2013 se llevó a cabo una votación de preselección, lo que resultó en la preselección de Limerick, Londres y París como las tres últimas ciudades para continuar en la lista de postulaciones para 2018. Las ciudades preseleccionadas recibieron una visita de cuatro días (lugares de inspección) de un equipo de inspectores del FGG en julio de 2013. La votación final tuvo lugar en Cleveland (Ohio, EE. UU.) durante la Asamblea General Anual de 2013. El 7 de octubre, París fue elegida ciudad anfitriona de los Gay Games de 2018.
El comité de candidatura obtuvo el apoyo de la ministra de Deportes Valérie Fourneyron, de la alcaldesa de París, Anne Hidalgo, y del presidente de la región de Île-de-France, Jean-Paul Huchon, así como de la campeona olímpica Laura Flessel. El lanzamiento oficial tuvo lugar el 2 de octubre de 2017.

## Organización

### Asociación organizadora
El evento fue organizado por la asociación "Paris 2018", creada en 2012 y declarada de interés general. Estuvo copresidida por Michel Geffroy (2012-febrero de 2014) y Chris Fanuel (2012-mayo de 2014), luego Manuel Picaud (febrero de 2014-marzo de 2019) y Evelyne Chenoun (febrero-junio de 2015) y Pascale Reinteau (marzo de 2017-marzo de 2019). La asociación se disolvió en marzo de 2019.

### Finanzas
La organización tenía un coste previsto de aproximadamente 4 millones de euros y la estimación de los beneficios económicos era de 58 millones de euros. La mitad de la financiación provino de crowdfunding, una cuarta parte de las autoridades públicas y la última cuarta parte de una asociación con empresas privadas. El responsable de patrocinio describió las grandes dificultades que tuvo para conseguir estos pocos apoyos. Las infraestructuras fueron puestas a disposición por la ciudad de París, así como por el Estado y la Región Île-de-France. El impacto económico fue calculado a posteriori por el instituto independiente de la Universidad de Kent: el impacto alcanzó los 66 millones de euros, a los que hay que añadir 41 millones de euros de impacto en el empleo, es decir, más de 100 millones de euros.

## Ceremonia de apertura

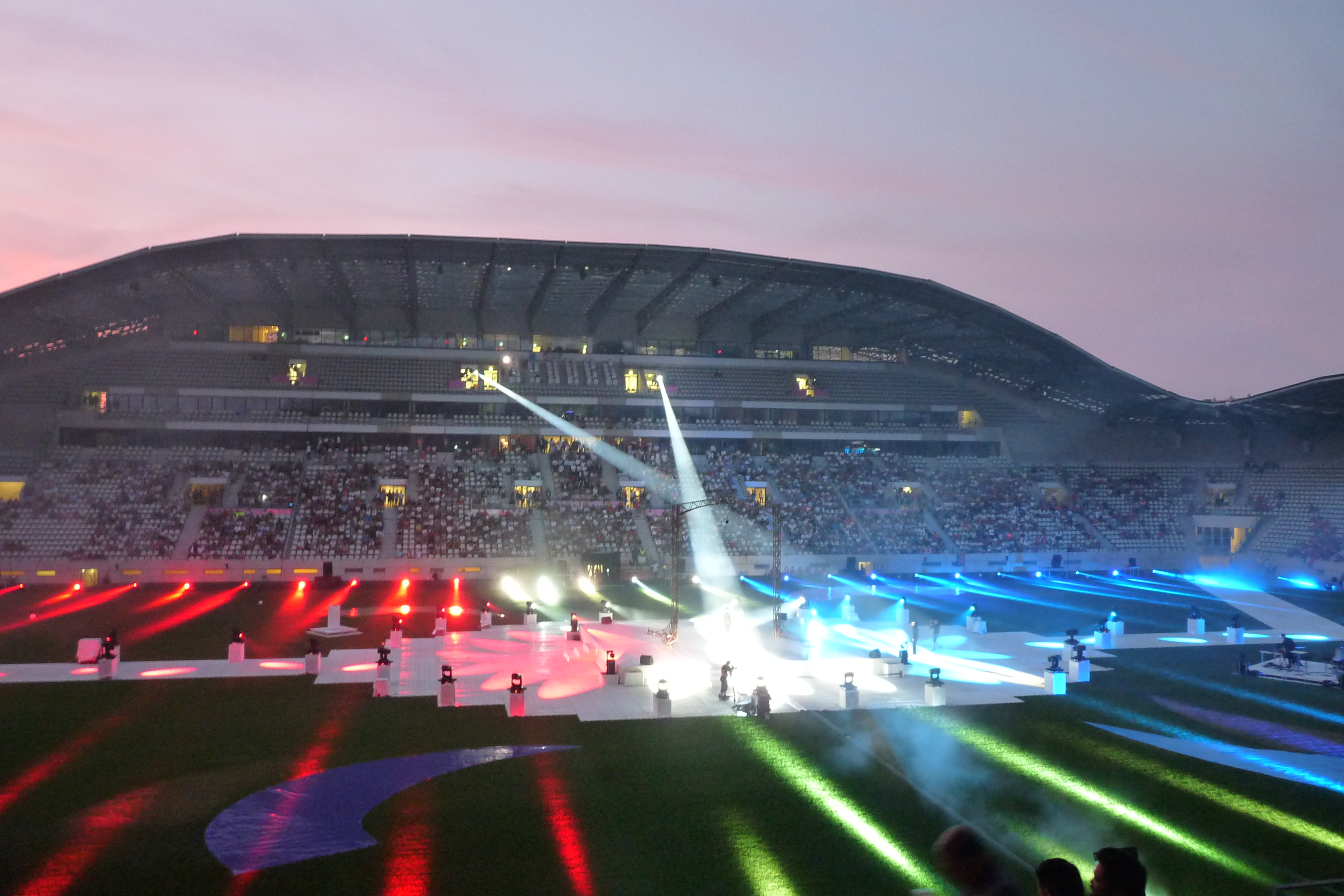
Ceremonia de apertura de los Gay Games de 2018.

La villa comunitaria, situada en la explanada del Ayuntamiento de París, fue inaugurada el sábado 4 de agosto a las 9:00. En esta ocasión, tuvo lugar la International Memorial Rainbow Run, una carrera dedicada a las víctimas del sida, el cáncer de mama y la discriminación.
La ceremonia en sí tuvo lugar en el Stade Jean-Bouin a partir de las 17.00 horas. Se realizó el desfile de deportistas por nación y un gran espectáculo en torno al tema de la salida del armario y la igualdad con la presencia de Ada Vox, drag queen premiada en Estados Unidos. Estuvieron presentes en particular la alcaldesa de París, Anne Hidalgo, la ministra de Deportes, Laura Flessel, y el modisto Jean-Paul Gaultier. Continuó con una velada de gala en el Grand Palais con el DJ Offer Nissim.

## Deportes
Los eventos abarcaron más de 36 disciplinas deportivas. El objetivo de los eventos era el placer del deporte, la superación de uno mismo, más que el rendimiento. Todos los participantes obtenían una medalla.
Las disciplinas podían ser mixtas, abiertas a un género que no suele participar en estas competiciones (por ejemplo, la natación sincronizada masculina, con la participación de la asociación Paris Aquatique), o incluso originales con el "flamenco rosa". Para las personas trans, el registro (excepto en la disciplina de lucha libre) es bajo el género elegido y no necesariamente el del estado civil.
Los eventos (participación y espectáculo) son accesibles para personas con discapacidad. Pueden existir equipos compuestos por personas sanas y discapacitadas, como es el caso de la esgrima.
La relevancia de un acontecimiento de este tipo se puede comparar con una encuesta Ifop de 2018 para la Fundación Jaurès que indica que el 19% de las personas LGBT ya han sido discriminadas en un club deportivo.

## Cultura
En el programa oficial estaban previstos 14 eventos culturales. En los espectáculos del lunes por la noche en la explanada del Ayuntamiento, hubo en particular un espectáculo del mago Mandragore.

## Ceremonia de clausura
Tuvo lugar en la explanada del Ayuntamiento el 11 de agosto y fue seguido de una velada festiva en los Muelles de París.

## Asistentes
Se esperaban 10 300 participantes de 91 naciones de los cinco continentes. Las inscripciones fueron individuales y no a nombre de una selección nacional.
Algunos participantes provenían de países donde la homosexualidad está criminalizada: Sierra Leona, Egipto, Rusia, Arabia Saudita, etc. La presencia de una delegación de Taiwán provocó cierta agitación diplomática.